# Vänskap

Självporträtt med vän, Rafael 1517-1519.

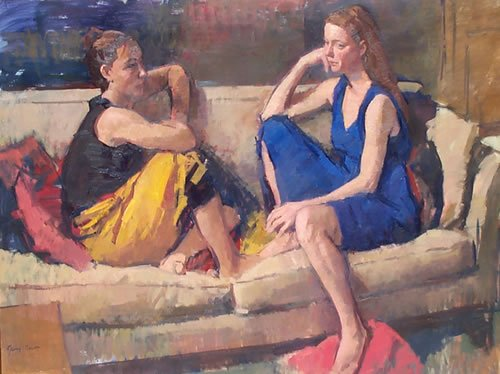
Vänner, målning av Jerry Weiss 2003

Vänskap är en social relation i vilken de båda parterna känner tycke för varandra och hyser ömsesidig tillit och respekt. Innebörden av ordet vänskap har i västerländsk historia förändrats från Aristoteles vida kärleksbegrepp philia   till att i dag närmast motsvara en privat kamratrelation.

## Historik
Vänskapens väsen har flitigt diskuterats av västerländska lärda män. Hos Aristoteles (384- 322 f.Kr) omfattar vänskapen även kärleks- och familjerelationer och relationer mellan medborgare. Den hade även en politisk och offentlig dimension. Detta börjar förändras på 1500-talet då filosofen Michel de Montaigne skrev om vänskapen som något individuellt och personligt. Under 1600- och 1700-talen frodades bland män i överklassen nästan en vänskapskult där förtroligheter, råd och omsorg, och starka känslor uttrycks och utbyts i dagböcker och brev.
Även bland kvinnor frodades den intima vänskapen vilket vi kan avläsa i den mängd romaner under 1700- och 1800-talen som behandlar kvinnlig vänskap. Tidens känslosamma kvinnliga vänskap fick ett epitet - ”romantisk vänskap”.
När borgarklassen växte fram förändrades uppfattningen om vad vänskap är och vilka former den tilläts ta. Intimitet, starka känslor och sexualitet reserveras nu för äktenskapet mellan man och kvinna. Vänskap blir så i modernare tid en mindre känsloladdad kamratrelation.

## Definition
Värden som finns i vänskap är ofta resultatet av en vän som visar följande på ett enhetligt sätt: [källa behövs]
- Tendensen att önska det som är bäst för andra.
- Sympati och empati.
- Ärlighet, kanske i situationer där det kan vara svårt för andra att säga sanningen, särskilt när det gäller att peka ut de upplevda fel av en motsvarighet.
- Ömsesidig förståelse och medkänsla.
- Förtroende för varandra (kunna uttrycka känslor - inklusive den andras handlingar - utan rädsla för att bli dömd), kunna gå till varandra för känslomässigt stöd.
- Positiv ömsesidighet - en relation bygger på lika givande och tagande mellan de två parterna.

I en jämförelse av personliga relationer anses vänskap vara närmare än sällskap, även om det finns en rad olika grader av intimitet i både vänskapsband och sällskap. Studien av vänskap ingår i sociologi, socialpsykologi, antropologi, filosofi och zoologi. Olika teorier om vänskap har föreslagits, bland andra socialt utbytesteori, egen kapitalteori, relationella dialektiker, och fastsättning av stilar.